# سیارک ۱۴۹۳۹
سیارک ۱۴۹۳۹ (به انگلیسی: 14939 Norikura، نامگذاری:1995DG1) چهارده هزار و نهصد و سی و نهمین سیارک کشف شده‌است که در ۲۱ فوریه ۱۹۹۵ کشف شد.
قدر مطلق سیارک برابر ۱۴٫۶۰ است.